# Ostrov (Chrudim)
Ostrov é uma comuna checa localizada na região de Pardubice, distrito de Chrudim.